# Panzerreiter

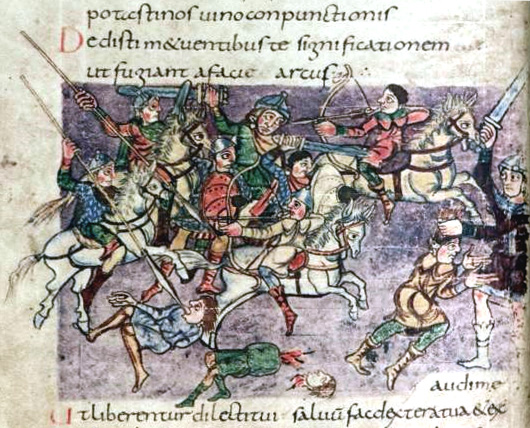
Fränkische Panzerreiter im Kampf mit Awaren (Stuttgarter Psalter; frühes 9. Jahrhundert). Die Bewaffnung besteht aus Lanzen, Schwertern, Schuppenpanzern, Rundschilden und ovalen Spangenhelmen

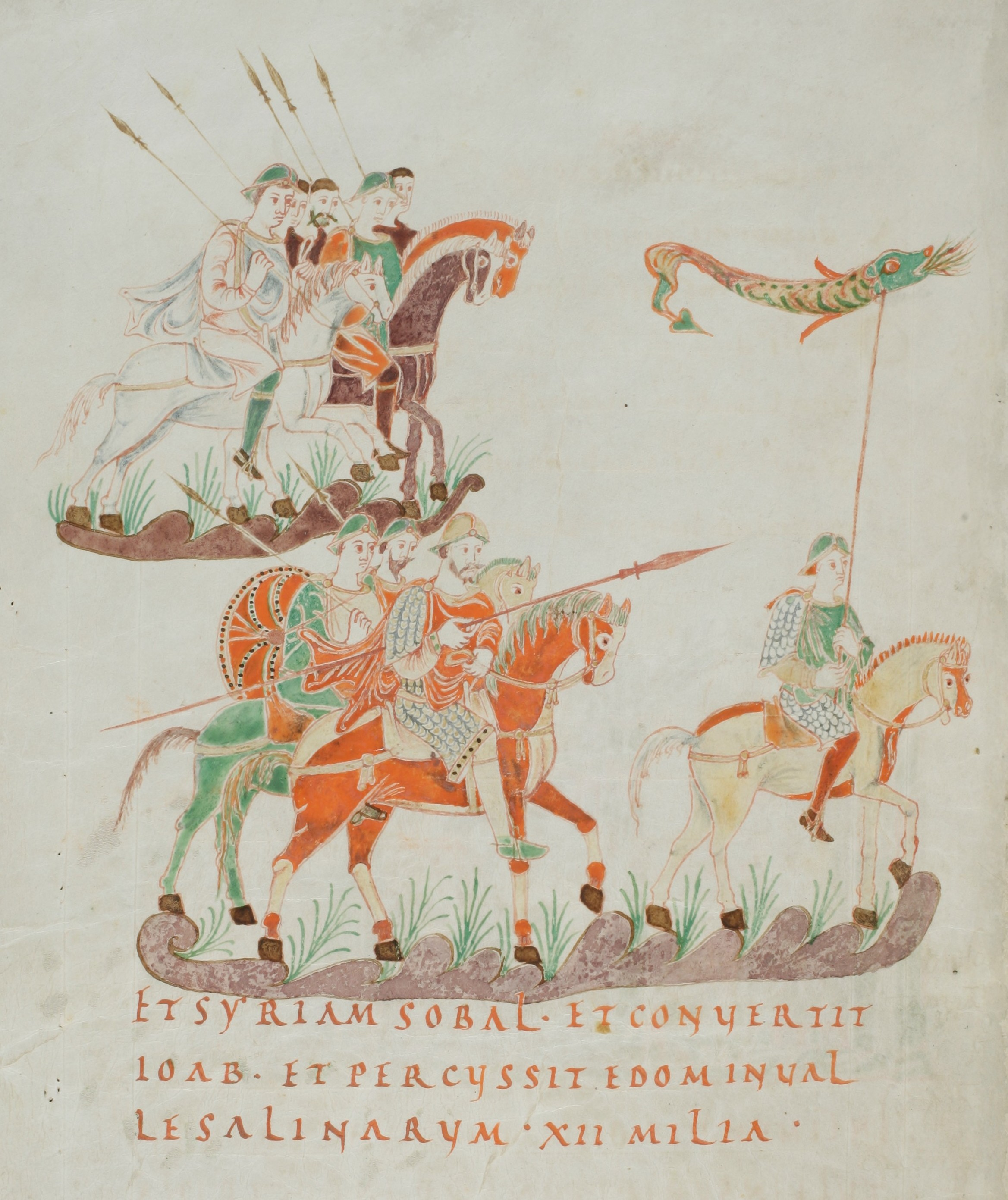
Fränkische Panzerreiter mit Drachenstandarte, Miniaturmalerei, Goldener Psalter von St. Gallen, Stiftsbibliothek St. Gallen, zweite Hälfte 9. Jahrhundert

Die fränkischen Panzerreiter waren speziell ausgebildete, schwer bewaffnete und mit metallenen Rüstungen gepanzerte Reiter. Sie gelten als Vorläufer der mittelalterlichen Ritter. Der Aufbau des fränkischen Imperiums, das die Fundamente des mittelalterlichen Europas legte, ist im Wesentlichen auf den massiven Einsatz dieser Truppen zurückzuführen.

## Historische Entwicklung

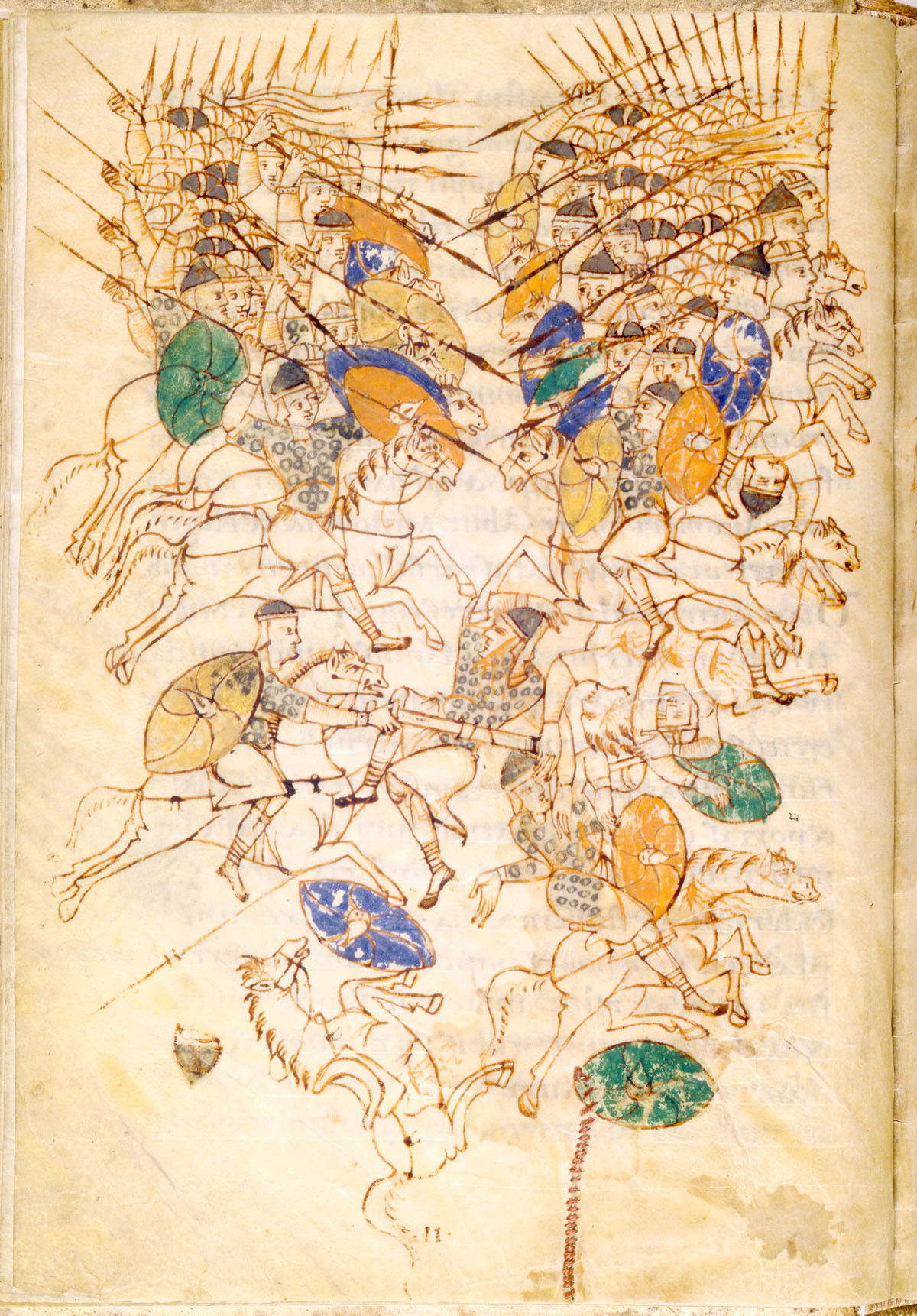
Gepanzerte Reiter mit Bandhelmen und Rundschilden im Leidener Makkabäer-Codex, frühes 10. Jahrhundert

Die Germanen hatten während der Völkerwanderungszeit zur Eroberung ihrer Territorien noch größtenteils Fußtruppen eingesetzt. Jeder Freie hatte die Pflicht zum Kriegsdienst. Als die ins weströmische Reich eingedrungenen Völker dort sesshaft wurden, bildeten sich besonders bei Ostgoten und Franken Reitertruppen heraus, die die Schlagkraft ihrer Armeen vor allem gegenüber den Übergriffen der nachdrängenden Steppennomaden noch weiter verstärkten. Vorläufer dieses Prozesses der Verreiterung waren die spätantiken Kataphrakten, die die Römer nach dem Vorbild der Parther, Sarmaten und Perser aufgestellt hatten. Im Frühmittelalter setzten auch die Franken Panzerreiter in ihrer Armee ein. Vom 7. bis ins 8. Jahrhundert schoben sie die Grenzen ihres Reichs von der Elbe bis ins nördliche Spanien vor. Im 8. Jahrhundert und 9. Jahrhundert hatten Arabische Nomadenstämme und Berber im Zuge der Islamischen Expansion neben Persien, Syrien, Ägypten, Nordafrika auch das westgotische Spanien überrannt und ihrem Islamischen Großreich einverleibt (Al-Andalus). Die Invasoren überquerten schließlich auch die Pyrenäen und fielen in Aquitanien ein.
Zwar konnte die entscheidende Schlacht von Tours und Poitiers im Jahre 732 vor allem durch die starken fränkischen Fußtruppen zugunsten der Christen entschieden werden, doch begann der mächtigste Herrscher Westeuropas, der fränkische Hausmeier Karl Martell, seit dieser Zeit eine starke gepanzerte Reitertruppe aufzubauen. Ob Karl durch die Reiter der Araber beeindruckt war oder ob er anderen Beweggründen folgte, ist unklar. Möglicherweise machte auch die Ausbreitung des Steigbügels die Entwicklung möglich, da ein Reiter mit dessen Hilfe viel fester im Sattel saß. Vor den ökonomischen und militärischen Umwälzungen im Frühmittelalter waren alle Freigeborenen des Reiches zum Kriegsdienst verpflichtet. Die hohen materiellen Aufwendungen zum Unterhalt berittener Krieger, die nun im fränkischen Heer immer mehr an Bedeutung gewannen, führten schließlich zu einer sozialen Trennung zwischen Kavallerie und Fußtruppen.
Nach der Heeresreform durch Karl den Großen wurden nur mehr diejenigen freien Wehrpflichtigen eingezogen, die größeren materiellen Besitz oder ein Lehen vorweisen konnten. Der sogenannte
- Heerbann wurde nach dem Rang der Pflichtigen in sieben Klassen oder
- Heerschilde geteilt, die unterschiedliche lehnsrechtliche Pflichten und Rechte hatten. Feldzüge, welche mit Hilfe des Heerbannes ausgekämpft wurden, hießen
- Heerfahrten, die Teilnahme der Vasallen
- Heeresfolge.

So beim Langobardenfeldzug und den Feldzügen nach Nordspanien sowie gegen Awaren, slawische Stämme und in den Sachsenkriegen. Die Aussicht auf Beute war ein wichtiger Anreiz für die jeweils eingesetzten Truppen.
Erst ein Krieger mit genügend bewirtschaftetem Land war in der Lage, die teure Ausrüstung zu bezahlen und noch genügend Zeit aufzubringen, sich beständig im Kriegshandwerk zu üben. Dadurch gewannen die adeligen und freien Vasallen im Kriegswesen immer mehr an Bedeutung, während im Gegenzug die der bäuerlichen Grundbesitzer immer mehr schwand. Der Spaltungsprozess der fränkischen Gesellschaft in Grundherren und Krieger auf der einen Seite und unfreie und abhängige Bauern auf der anderen verschärfte sich im 9. Jahrhundert. Ab dem 10. Jahrhundert bestanden die Reiterformationen nur mehr aus Vasallen. Das sich dadurch immer deutlicher herausbildende Lehnswesen bildete schließlich den rechtlichen und wirtschaftlichen Boden für die Entstehung des Rittertums, dessen Krieger sich nun als Berufssoldaten (milites) sahen und damit vom Rest des Heeres abgrenzten. All diese Faktoren führten letztendlich auch zur endgültigen Etablierung des Feudalismus, der die ökonomischen Grundlagen für eine weitere Aufstockung und Dominanz der Panzerreiterei förderte. Auch die Sachsen unter König Heinrich I. übernahmen später diese Art der Kriegsführung und besiegten durch den Einsatz ihrer Panzerreiter in der Schlacht bei Riade (15. März 933) die zu dieser Zeit schon bis nach Mitteldeutschland vorgedrungenen Magyaren (Ungarn) entscheidend.

## Funktion
Die Ausdehnung, die das Reich zur Blütezeit der Karolinger erreicht hatte, begrenzte den Einsatz der den fränkischen Herrschern unmittelbar zur Verfügung stehenden Infanterie. So konnte ein Krieger (lateinisch miles) am Tag unter optimalen Bedingungen etwa 20 km marschieren, ein Reiter hingegen konnte in der gleichen Zeit etwa 50 km zurücklegen. Die markanteste Komponente an diesen Reitern war ihre metallene Rüstung und ihre gewaltige Durchschlagskraft beim Ansturm in enger Schlachtordnung als Schockkavallerie. Dies machten sie im Kampf den meisten Infanterieformationen überlegen. Vor allem in den späteren Kämpfen gegen Wikinger und – wie schon erwähnt – ungarische Reiterscharen erwiesen sich die mobilen Panzerreiter als schlagkräftige Waffe. Sie dienten ab dem 8. Jahrhundert auch als „schnelle Eingreiftruppe“ gegen die zunehmenden Überfälle der Wikinger auf die nördlichen Küsten des Frankenreiches.

## Ausrüstung

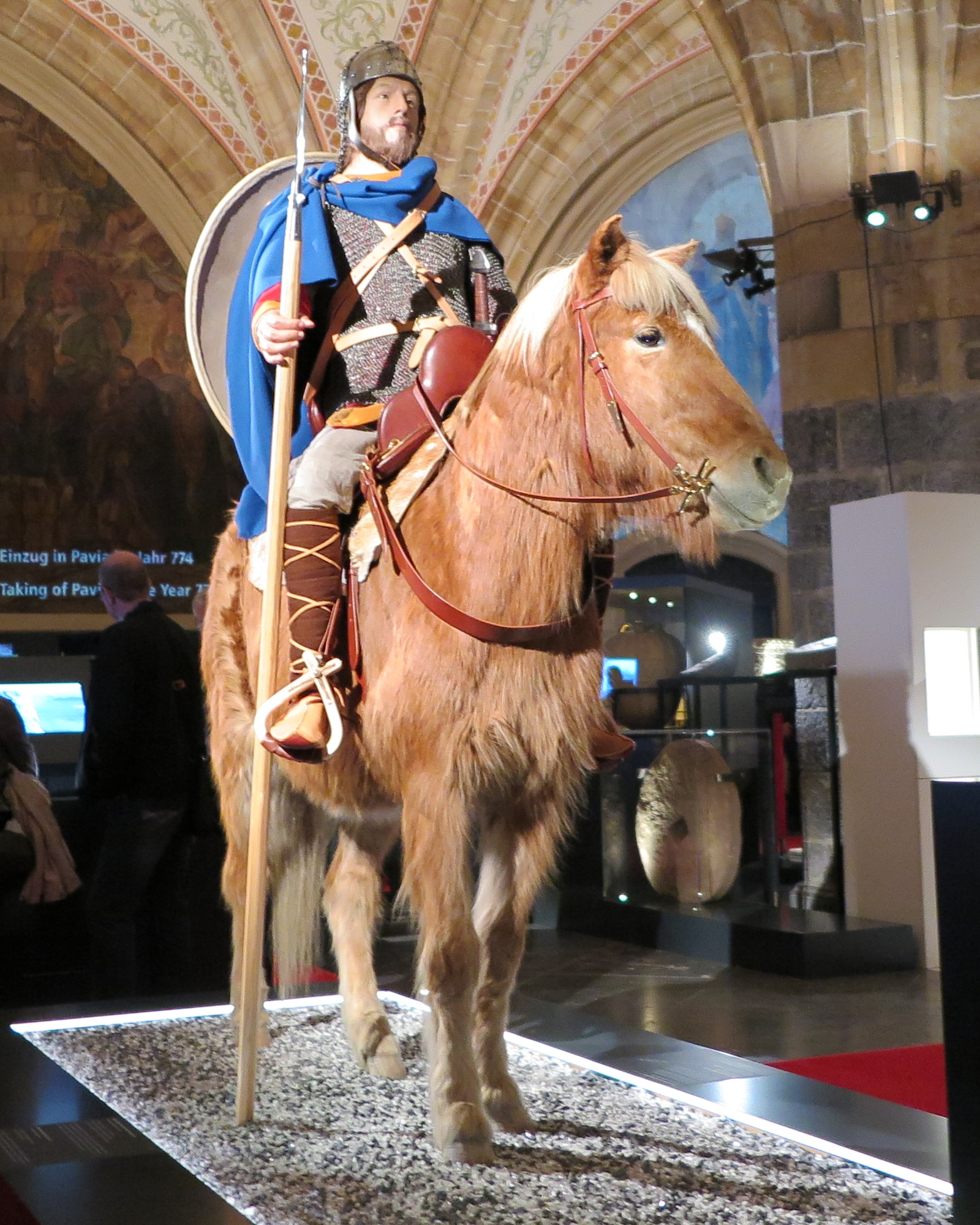
Karolingischer Panzerreiter mit Flügellanze, Rundschild, Steigbügel, Kettenhemd und Spangenhelm (etwa 8. bis 10. Jahrhundert)

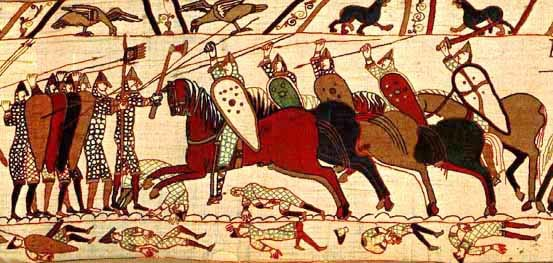
Darstellung von normannischen Panzerreitern des 11. Jahrhunderts auf dem Teppich von Bayeux

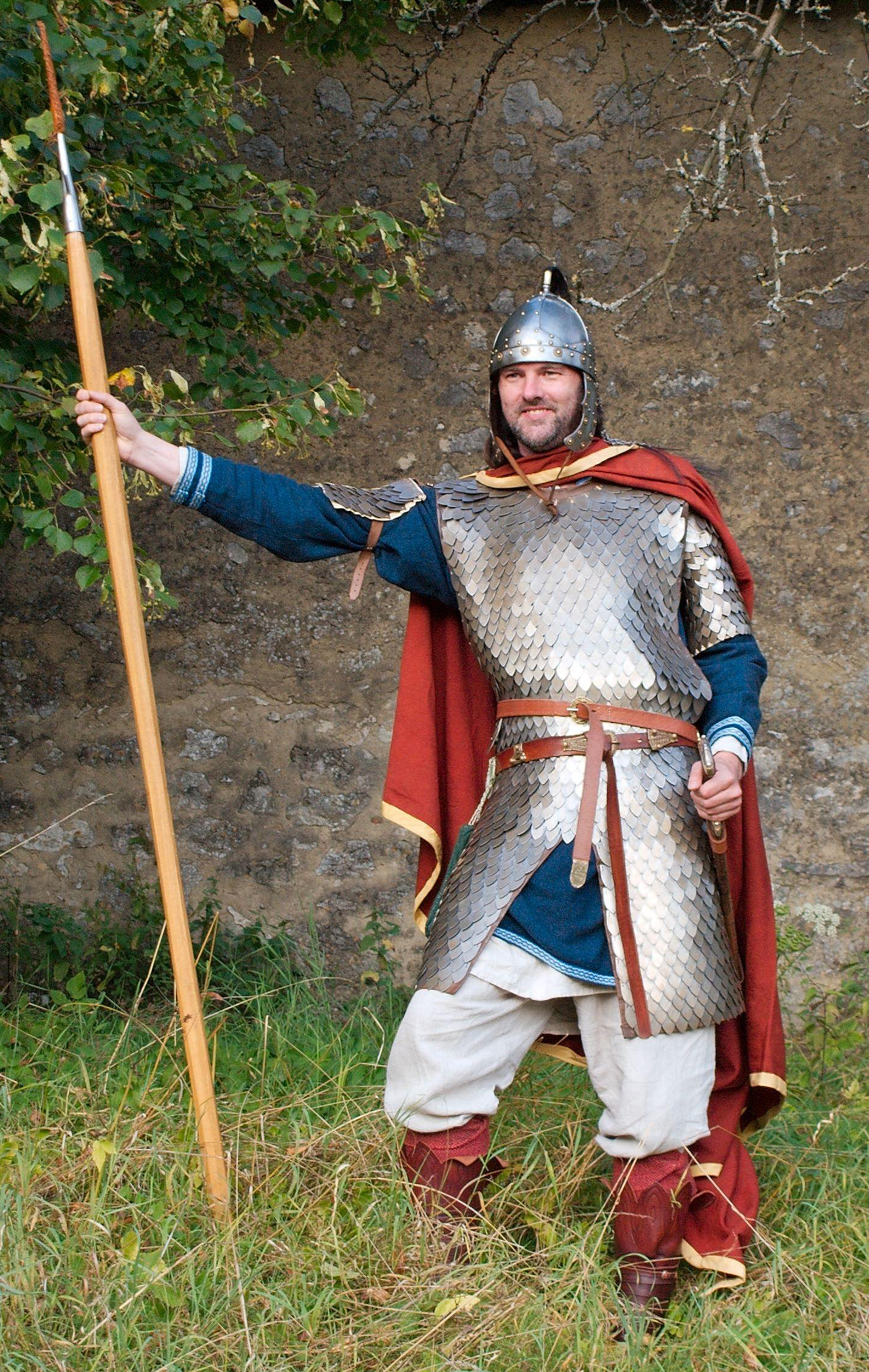
Darstellung eines karolingischen Panzerreiters mit experimentellem Rekonstruktionsversuch eines Schuppenpanzers. Einige Details des Panzers sind aufgrund der fehlenden Fundlage unklar. Der Panzer wurde bereits mehrfach verändert und an experimentell gewonnene Erkenntnisse zur Funktionalität angepasst. (8.–9. Jhdt.)

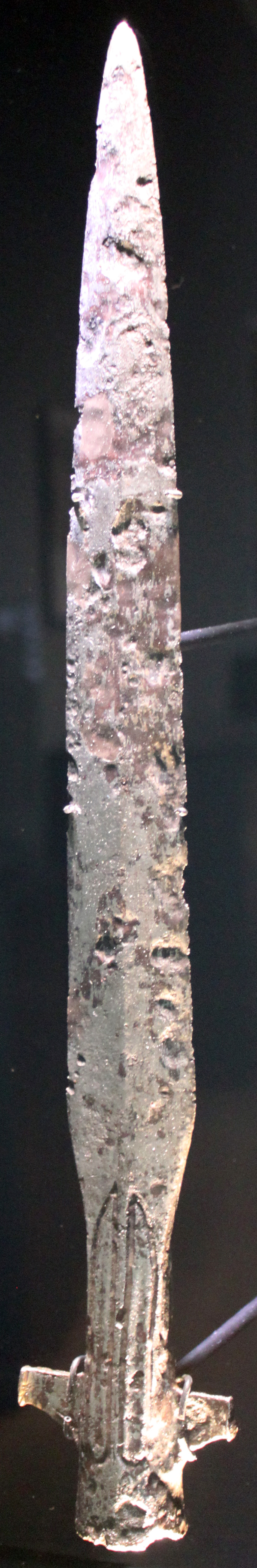
Karolingische Flügellanze, 8. Jahrhundert
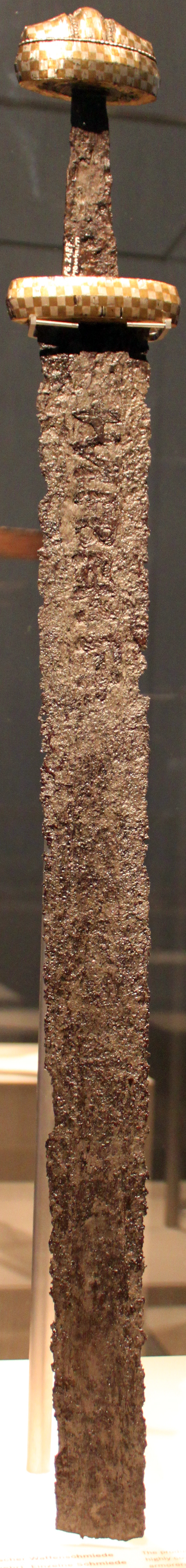
Karolingisches Schwert des frühen 9. Jahrhunderts
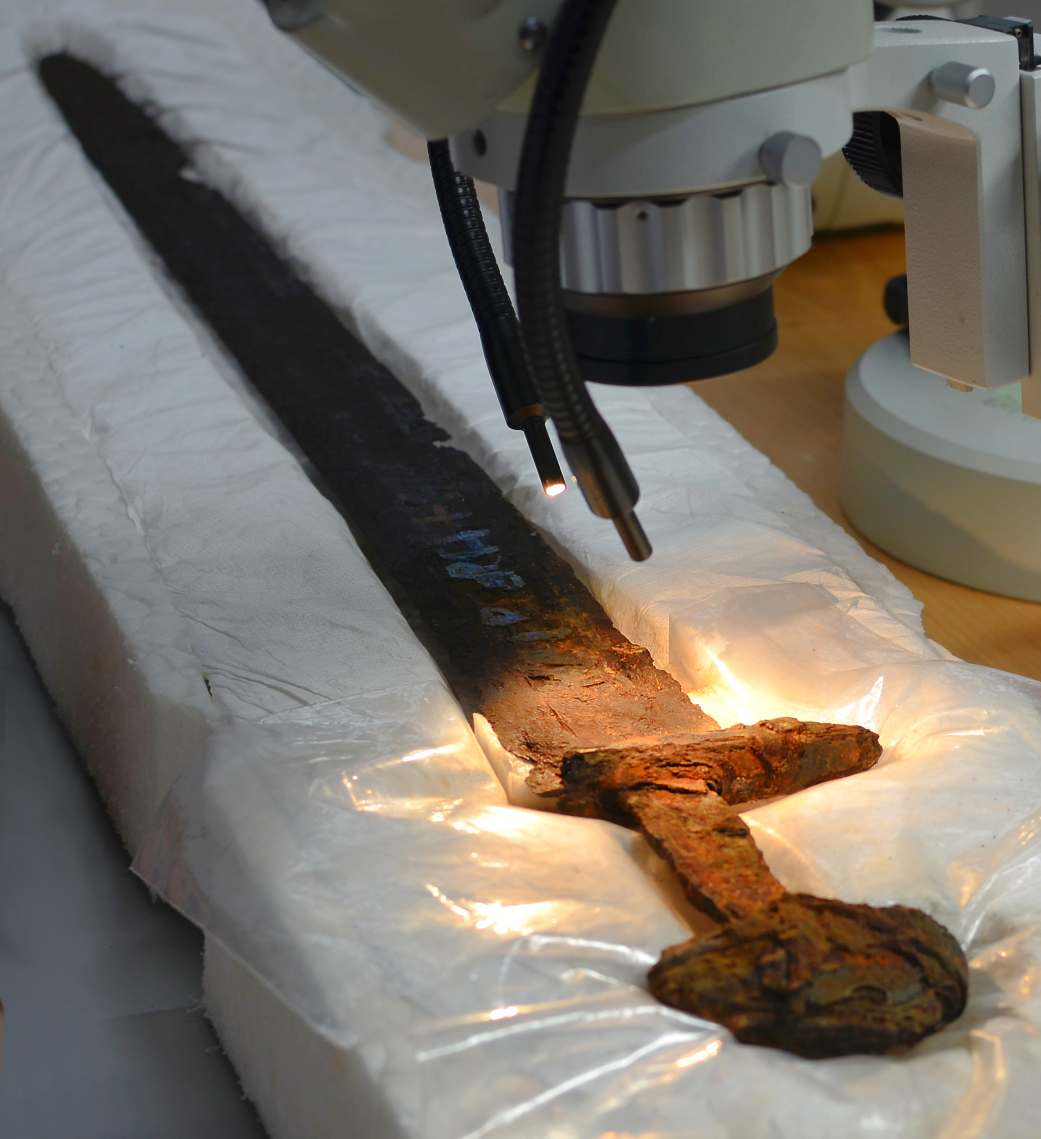
Schwert des 10. Jahrhunderts
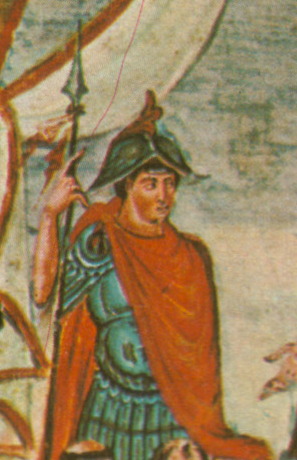
Karolingischer Krieger (Vivian-Bibel, Mitte 9. Jahrhundert). Der Kammhelm mit breiter Krempe ist auch in anderen Manuskripten dieser Zeit abgebildet
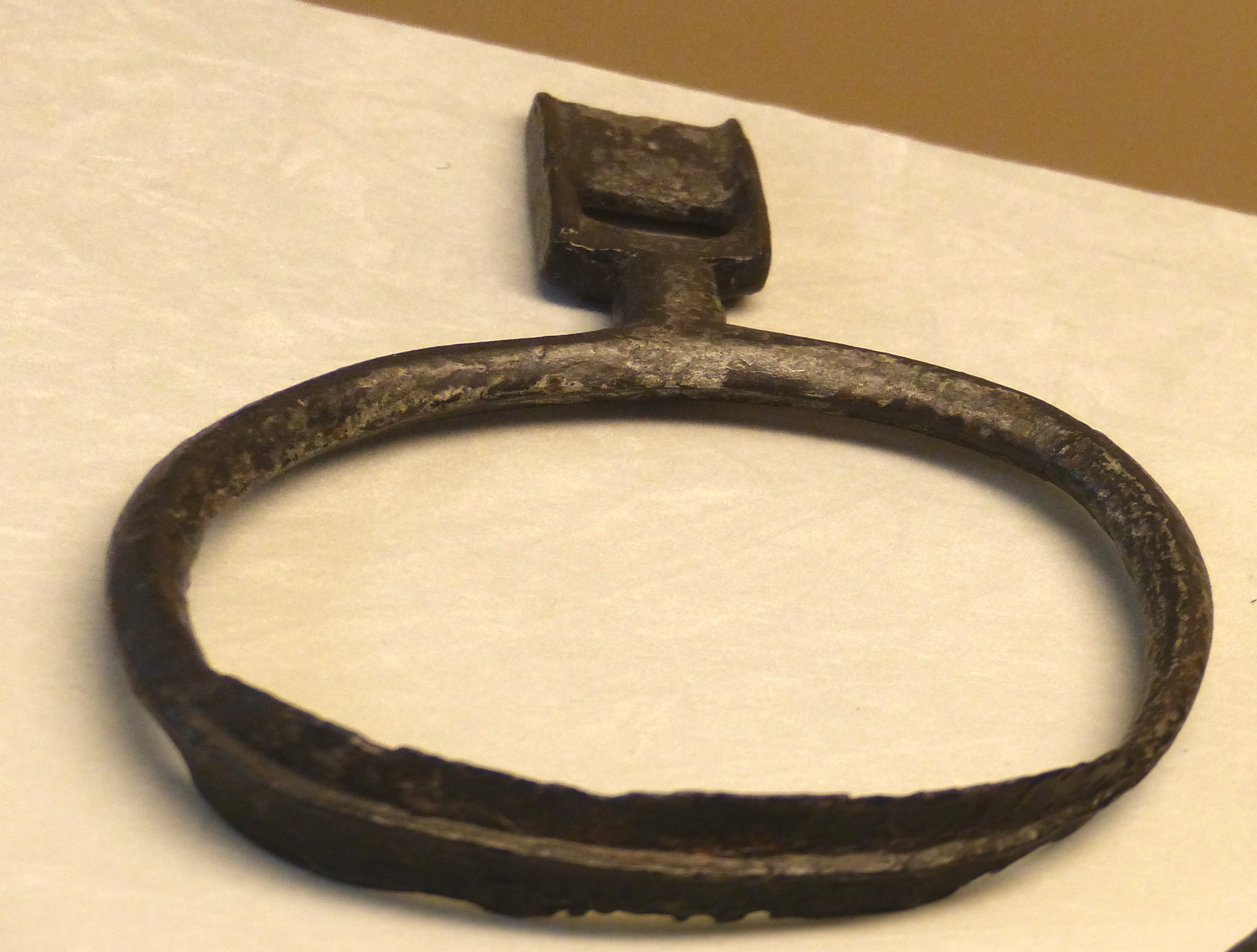
Awarischer Steigbügel, er verhalf den bewaffneten Reitern zu einem Übergewicht und leitete die Ablösung der Volksheere freier Bauern zugunsten einer elitären Reiterkriegerkaste ein

Unter seinem Kettenhemd oder Schuppenpanzer (Lorica oder Thorax) trug der Reiter ein Wams. Hinzu kamen ein Kamm- oder Spangenhelm, Beinschienen, ein runder Holzschild, eine Flügellanze und das fränkische Langschwert, die Spatha. Im Gegensatz zum späteren mittelalterlichen Ritter, der seine Lanze beim Ansturm unter den Arm klemmte und so zusammen mit dem Pferd eine Einheit bildete, wurde die Lanze entweder über dem Kopf oder am langen Arm geführt.
Die größte Errungenschaft war jedoch der Sattel mit den Steigbügeln, die Letzteren kamen vermutlich um 600 n. Chr. über die Awaren nach Europa und erlaubten dem Reiter, freihändig, aber doch fest im Sattel zu sitzen und so weitgehend unbehindert – auch im vollen Galopp – Schild, Lanze, Schwert oder Bogen im Kampf sicher führen zu können. Der Steigbügel erlaubte einen engen Kontakt mit dem Pferd, der Reiter konnte sich dadurch auf dem Sattellöffel abstützen und nach vorne geneigt im Galopp mit seiner Lanze eine enorme Stoßkraft entwickeln. Reiter und Pferd entsprachen in etwa einem Gewicht von 700 kg und erreichten im vollen Galopp eine Geschwindigkeit von rund 20 km/h. Mit der dadurch frei werdenden kinetischen Energie konnte die Lanze beim Aufprall auf das Ziel ein 6 bis 8 cm dickes Eichenbrett durchbohren.
Die Panzerreiter verbreiteten schon aufgrund ihres Erscheinungsbildes offenbar großen Schrecken unter ihren Zeitgenossen. Notker Balbulus schildert in der Gesta Karoli  eindrucksvoll das Eintreffen der Armee Karls des Großen vor Pavia im Zuge des Langobardenfeldzuges:

„König Desiderius nebst der zu ihm geflohene fränkische Dux Autchar beobachteten von einem hohen Turme aus die Ankunft des riesigen fränkischen Heeres. Sie sahen den Troß, das Aufgebot der Völker, die Palastgarde, Bischöfe und Äbte. Schließlich erschien der „eiserne Karl“ selbst, mit Panzer, Beinschienen, Lanze und Schwert. Das Eisen füllte die ganze Ebene aus und warf den Glanz der Sonne zurück. Überall sah man Eisen, und wegen dieses Eisens erzitterten die Mauern und der Mut der Jungen, selbst der Rat der Alten verging vor all diesem Eisen.“

Hier hat Notker wohl eine übertriebene, im Kern aber sicher authentische Beschreibung von Karls Heerbann überliefert.

## Pferde
Es hat den Anschein, dass die in den karolingischen Armeen verwendeten Pferde den heute bekannten Anglo-Normannen ähnlich waren, so wie sie auch auf dem Teppich von Bayeux zu sehen sind. Für die damalige europäische Pferdezucht spielten Kriegszüge eine wichtige Rolle, denn dadurch gelangten häufig auch Reittiere aus dem arabisch-nordafrikanischen Raum ins Frankenreich. Syrische und spanische Pferde – damals sehr weit verbreitet – waren aber eher von kleinem Wuchs.  In Ostfranken wurde bevorzugt das heimische Kaltblut verwendet. Aus Berichten von Chronisten ist bekannt, dass sie nur langsamer Gangart fähig und ihr Körperbau so schwer war, dass sie eher für den Acker als für den Krieg geeignet waren.

## Aushebung und Unterhalt
Die fränkischen Aufgebote versammelten sich jedes Jahr im Frühjahr zur Heerschau, „Märzfeld“ genannt. König Pippin verlegte diesen Termin im Jahr 755 n. Chr. allerdings in den Monat Mai, da das Heer zunehmend zu einer Reiterarmee wurde und es im März noch zu wenig Futter für die Pferde gab. Der neu angeworbene Reiter musste zuerst eine hochspezialisierte Ausbildung im Reiten und im Umgang mit seinen Waffen durchlaufen. Danach war auch weiterhin ständiges Trainieren nötig, um nicht aus der Übung zu kommen.
Den Vorteilen dieser Truppe im Kampf standen die für damalige Verhältnisse enormen Kosten für Ausstattung und Unterhalt eines gepanzerten Reiters gegenüber. In der Lex Ribuaria wird die komplette Ausstattung bestehend aus Helm, Brünne (Brustpanzer), Schwert mit Scheide, Lanze, Schild, Hose und Pferd mit 50 Solidi in Gold aufgelistet. Ein hierfür taugliches Pferd allein kostete an die 12 Solidi oder dieselbe Anzahl von Kühen. Die Kosten für die Brünne machte den Preis für vier Zugochsen oder sechs Kühen aus (ungefähr 12 Schillinge). Ein beachtliches Vermögen, wenn man bedenkt, dass auf einem durchschnittlichen Königshof etwa 45 Kühe gehalten wurden. Die Rüstung war zwar erheblich einfacher aufgebaut als die Exemplare späterer Epochen, Förderung und Verarbeitung des dafür benötigten Eisens war aber sehr aufwendig und kostenintensiv. Dennoch musste der fränkische Krieger persönlich für seine Ausrüstung aufkommen. Den Gegenwert von so vielen Kühen für eine solche Reiterrüstung aufzubringen war einem einfachen Bauern unmöglich. Deswegen konnten meist nur Reiche und Adlige in dieser Waffengattung dienen.
Bis zum 8. Jahrhundert war der Dienst in der Kavallerie noch kein ausschließliches Privileg des Adels. Nach dem Gesetz des Langobardenkönigs Aistulf von 750 hatten auch Vermögende wie Händler oder Grundherren für ihre Rüstungen selbst aufzukommen und bei Bedarf Kriegsdienst zu leisten, oder sie konnten sich davon freikaufen. Die freien Bauern wurden oft zur Bereitstellung der Fourage gezwungen. Eine unbedingte Dienstpflicht bestand nur für die Adelsklasse. So musste ein Adeliger aus Neustrien bei Nichtbefolgung der Heeresfolge die äußerst hohe Buße von 600 Solidi bezahlen. Bei nicht fristgerechter Abzahlung musste er sein Landgut verpfänden. Die hohen Aufwendungen veranlassten Karl den Großen Anfang des 9. Jahrhunderts zu einer Heeresreform. In den Kapitularien von 807/808 wurde angeordnet, noch mehr Krieger als bisher als gepanzerte Reiter einzusetzen. Er versuchte das Problem durch ein Wechselaufgebot von Kriegern zu lösen, bei dem jeweils mehrere Bauern einen Einrückenden auszurüsten hatten. So wurde bestimmt, dass jeder Freie mit 4 oder mehr Hufen Land an den Kriegszügen teilnehmen musste. Bauern mit weniger als 4 Hufen mussten sich mit anderen Freien zu Gestallungsverbänden von 4 Hufen zusammenschließen. Diese sollten dann einen der ihren auswählen, ihn als ungepanzerten Reiterkrieger ausrüsten und während seiner Abwesenheit auch seinen Hof bewirtschaften. Diese Regelung kam den betroffenen Bauern insoweit entgegen, da sie ansonsten eine längere Zeit unterwegs waren und ihre Felder nicht bestellen konnten, was sinkende Erträge zur Folge hatte. Sie unterstanden als Freie de jure zwar nur dem König, da ihre Familien aber meist hungern mussten, wenn sie auf Kriegszug waren, zogen es viele letztendlich vor, sich in den Schutz eines Grundherrn (munt) zu begeben. Er garantierte mit der Übereignung ihrer Felder für die Versorgung mit den Gütern des täglichen Bedarfes. Weiter befahl Karl, dass Freie mit 12 oder mehr Hufen Land als gepanzerte Reiter in die Schlacht ziehen mussten. Da sich diese Praxis für längere Feldzüge jedoch als wenig praktikabel erwies, verlegte er sich auf den Einsatz der von seinen Vasallen gestellten Panzerreiter. Innerhalb eines relativ kurzen Zeitraums kam es dadurch zu einer Feudalisierung des fränkischen Heers – der Grundlage für eine auf dem Lehenswesen basierenden Reichsverfassung. Krieg und Kampf wurden nun zunehmend die Angelegenheit berittener Krieger. War der Panzerreiter einmal im Feld, kamen nach den Ausgaben für die Bewaffnung noch die Kosten für ein Reisepferd, einen Ochsenkarren, der die Rüstung und Waffen zu transportieren hatte, sowie für Knechte, Proviant etc. hinzu. Dazu kam, dass er während dieser Zeit seinen eigenen Lebensunterhalt und den seiner Familie sicherstellen musste. Auch wurden die Tribute der unterworfenen Sachsen nicht mehr durch Rinder, sondern mittels Stellung von Pferden erhoben.
Um sich angemessen auszurüsten, erhielten die fränkischen Reitersoldaten schließlich ein Landgut (curtis dominica) verliehen, dessen Überschüsse ein angemessenes Leben in Friedenszeiten ermöglichten. Hinzu kam noch, dass Eisen und Holz als Grundlagen des Schmiedehandwerks quasi überall verfügbar waren. Diese Grundherrschaft ging aber nicht in den Besitz eines Stammes oder Clans über, sondern begründete eine feste Bindung zwischen dem einzelnen Ritter und dem jeweiligen Landesherrn. Es sollte aber nur wenige Generationen dauern, bis aus diesem persönlichen Vertragsverhältnis auf Abruf Besitztitel auf Dauer abgeleitet wurden, die die feudale Welt des mittelalterlichen West- und Mitteleuropas über Jahrhunderte hinweg prägen sollten.

## Elitetruppen
Aus den Panzerreitern bildete sich bald eine Spezialtruppe heraus, die sogenannten Scharen, lateinisch „scarae“. Eingesetzt in kleinen Abteilungen dienten sie dazu, schnelle Kommandounternehmen durchzuführen und bei Bedarf auch Befestigungen zu erstürmen. Besonders in den Sachsenkriegen spielten sie eine bedeutende Rolle. Diese Truppe geht vermutlich bis auf die Merowingerzeit zurück, ihre Angehörigen lebten entweder direkt am Königshof oder in der Umgebung der Pfalzen.